# Mojinete
Mojinete es una localidad y municipio de Bolivia, ubicado en la provincia de Sud Lípez en el departamento de Potosí al suroeste del país. La cabecera municipal, con el mismo nombre, se ubica en la margen del río San Juan del Oro, y tiene una población de 119 familias (2010). El municipio tiene una superficie de 1.182 km² y cuenta con una población de 1.180 habitantes (según el Censo INE 2012). Se sitúa a corta distancia de la frontera con la Argentina.
Su principal actividad económica es la agropecuaria.

## Toponimia
El origen del nombre de la localidad proviene de la frase “mojón de jinete”. Se dice que en 1879, en la época de la Guerra del Pacífico, unos jinetes llegaron al río de Mojinete donde encontraron un lugar por donde subir la cuesta y para tomar el mismo camino de retorno colocaron un mojón de piedras.

## Geografía
El municipio limita al norte y al oeste con el municipio de San Pablo de Lípez, al este con la República Argentina y al sur con el municipio de San Antonio de Esmoruco. 

### Relieve
La localidad de Mojinete, se ubica en una ladera muy cercana al río con topografía de pendientes fuertes y escarpadas. El poblado presenta al norte con una gran serranía de fuertes pendientes y al sur con terrenos con pendiente suave y con ondulaciones (sembradíos) y luego una ladera con pendiente brusca causada por la erosión del río y de las torrenteras. Se encuentra al extremo sur del altiplano, teniendo un relieve de tierra alta y ondulada, con volcanes que sobresalen irregularmente y altitudes que oscilan entre los 3.800 y 5.820 m s. n. m.

## Demografía
De acuerdo con el censo boliviano de 2024, la población del municipio de Mojinete es de 1 022 habitantes.
La población del municipio creció en dos tercios entre 1992 y 2024:
| Año  | Habitantes (municipio) | Fuente |
| ---- | ---------------------- | ------ |
| 1992 | 637                    | Censo  |
| 2001 | 716                    | Censo  |
| 2012 | 1 180                  | Censo  |
| 2024 | 1 022                  | Censo  |

## Arquitectura
En la localidad de Mojinete las viviendas son del tipo rústico rural-campesino cuyo centro habitacional es un patio, del cual se distribuye el acceso a los cuartos habitacionales. La cocina y baño en su generalidad están separados del grupo de habitaciones. Los materiales empleados en la construcción son el adobe en muros, la teja y calamina en cubiertas, los revestimientos son barro y yeso interiormente y barro en exteriores; los pisos una parte tiene cemento y la otra son de tierra compactada.

## Atractivos turísticos
Los principales atractivos turísticos de Mojinete son:
- Aguas termales, ubicadas a 9,3 km de Bonete Palca.
- Chulpares de Estancia Grande, ubicada a 15,5 km de Bonete Palca. No se tienen datos precisos de la época y grupo étnico al cual pertenecieron.
- Churquioj Chico: Se sitúa a 8 km de Mojinete. Es un valle con un microclima diferente al característico del Altiplano, que permite la producción de maíz, y algunas frutas que son comercializadas en Mojinete. Es un recurso natural apto para paseos y para acampar.
- Complejo Turístico. Sendero, parte desde Casa Pintada, a 8 km de Mojinete. Es un lugar para el avistamiento de aves, entre otros el Condor.
- Cueva Maravillosa. Se llega caminando por senderos donde se pueden ver formaciones rocosas. Al interior de la cueva se encuentran estalactitas y estalagmitas de hielo de unos 15 a 30 cm.
- Edificio Puteoj. En este lugar se encuentra un horno de fundición de plata y plomo utilizado por los habitantes del lugar en la época anterior a la colonia. Se localiza a 4,6 km de Churquioj Grande, se llega por un sendero.
- Laguna Oidor.
- Mina Rondal.
- Mirador y nido de cóndores.
- Molino de piedra.
- Supay Huasi.
- Suscuna.
- Tutayoj.